# Danny Kurmann

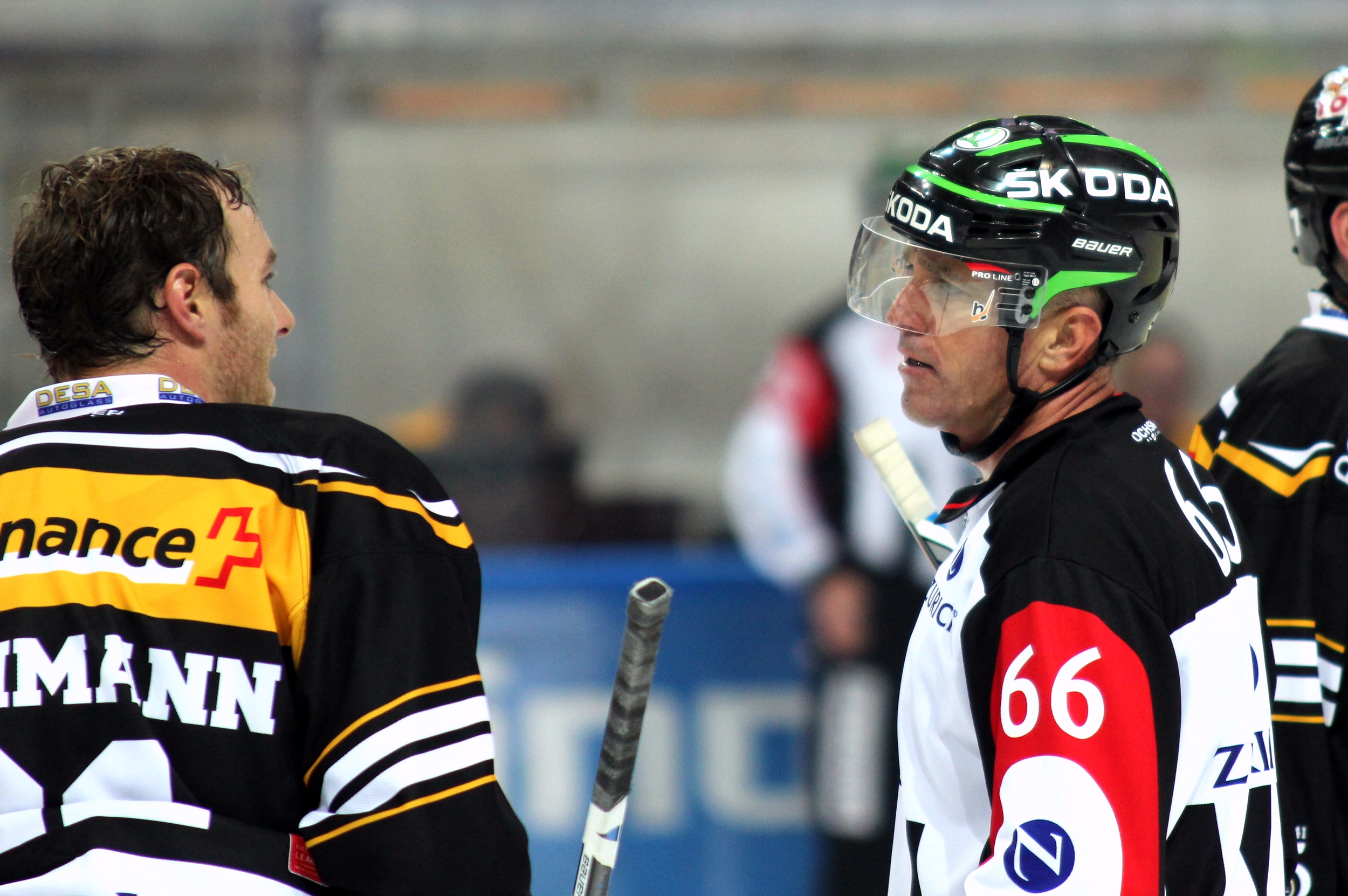
Danny Kurmann (re.) mit Janick Steinmann (li.)

Danny Kurmann (* 10. Januar 1966) ist ein professioneller Schweizer Eishockey-Schiedsrichter aus der Gemeinde Risch.

## Karriere
Seine ersten Spiele als Schiedsrichter leitete Danny Kurmann 1983, als er seine Karriere in Amateurligen begann. 1989 wurde er erstmals in die Schweizer Nationalliga A berufen, in der er in den ersten drei Jahren als Linienrichter und seit 1993 als Haupt-Schiedsrichter eingesetzt wird. Im Jahr 1997 unterzeichnete er beim schweizerischen Eishockeyverband einen Profi-Vertrag und gab seinen Job als Klimatechniker auf.
Danny Kurmann war schon bei einigen internationalen Turnieren als Unparteiischer eingeteilt. So leitete er Spiele der Eishockey-Weltmeisterschaften 1999, 2000, 2001, 2003, 2004, 2007, 2008 und 2009 sowie der U20-Weltmeisterschaften 1999, 2000, 2003, 2007, 2008 und 2009.
Bei der A-WM 1999 in Norwegen leitete er die beiden Finalspiele der Tschechischen Republik gegen Finnland. Während der Junioren A-WM 2000 in Schweden arbitrierte er das Goldmedaillenspiel der Tschechen gegen die Russen. Anlässlich der Junioren A-WM 2007 in Schweden leitete er das Finalspiel der Kanadier gegen die Russen. Bei der Junioren A-WM 2009 in Kanada leitete er das Finalspiel der Kanadier gegen die Schweden. Des Weiteren nahm Danny Kurmann an den Olympischen Spielen 2002, 2006 und 2010, sowie an insgesamt neun Turnieren um den Spengler Cup teil.
Danny Kurmann ist seit dessen Einführung 2004 neben Brent Reiber Schweizer Vertreter am IIHF Referee Exchange Program. Am 17. September 2004 pfiff er die erste Begegnung im Rahmen des Austauschprogramms: HC Moeller Pardubice gegen HC Rabat Kladno in der tschechischen Extraliga. Schon vor Start des Programms leitete er einige Spiele in der Deutschen Eishockey Liga. Im Dezember 1998 war er der erste Profi-Schiedsrichter, der bei einem DEL-Spiel die Spielleitung innehatte. Zusammen mit seinen Kollegen Daniel Stricker, Stefan Eichmann und Brent Reiber gründete er nach Vorbild der Schiedsrichter-Camps in Kanada die Swiss Referee School.